# ユージン・グーセンス

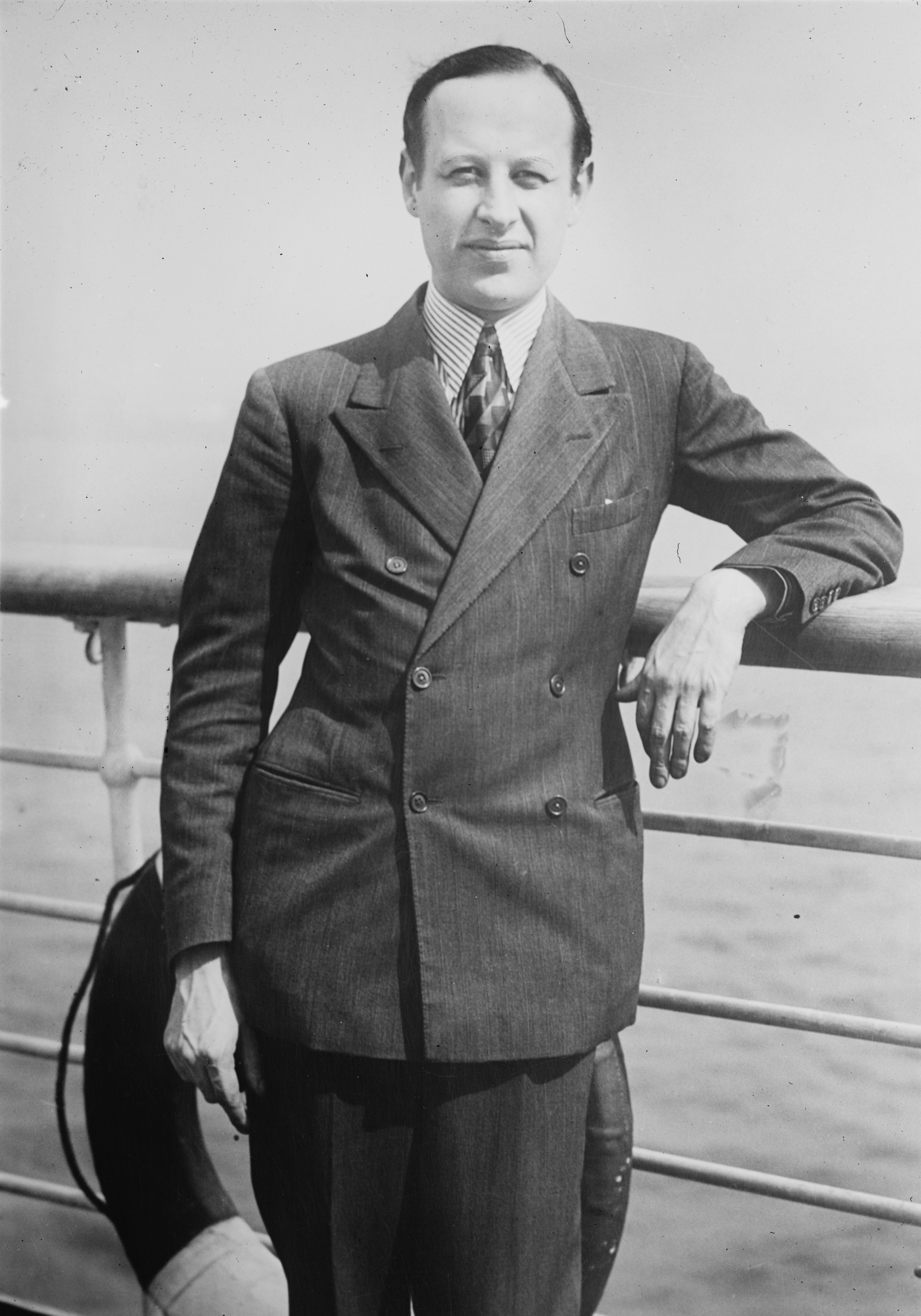
ユージン・グーセンス

ユージン・エインズレー・グーセンス（Eugène Aynsley Goossens、1893年5月26日 - 1962年6月13日）は、イギリスの指揮者、作曲家。

## 出生
ロンドンで、ベルギー出身の指揮者でヴァイオリン奏者のユージン・グーセンスの子として生まれる。ブルッヘ、リヴァプールで音楽を学んだ後、ロンドンの王立音楽大学でチャールズ・ヴィリアーズ・スタンフォードに師事した。1912年から1915年までクイーンズホール管弦楽団でヴァイオリン奏者を務めた後、1916年にスタンフォードのオペラ「批評家」を指揮した。1921年にはストラヴィンスキーの「春の祭典」のイギリス初演を行った。

## 指揮者グーセンス
1923年から1931年までロチェスター・フィルハーモニー管弦楽団の指揮者を務め、1931年から1946年まではシンシナティ交響楽団の指揮者を務めた。1942年にグーセンスは「戦争遂行のための感動的で著しい貢献」として愛国的なファンファーレを、コープランドを含む18人の作曲家に委嘱した。コープランドは市民のためのファンファーレでリクエストに応えた。18人の異なる作曲家によるファンファーレは、1942年から1943年にかけてシンシナティ交響楽団によって演奏された。

## 渡豪
1947年から1956年までオーストラリアでシドニー交響楽団やその他の楽団で指揮をし、ニュー・サウスウェールズ州音楽学校で教職につき、シドニーにオペラ劇場が必要であることを訴えた。これは後にシドニー・オペラハウスとして結実する。

## 晩年
1956年、空港の税関で多量のポルノ写真所持が発覚。礼節を重んじる英国楽壇でこのスキャンダルは問題視され、事実上指揮界から姿を消す。その後、友人の指揮者サー・トーマス・ビーチャムがヘンデルのオラトリオ「メサイア」を録音する際に近代管弦楽用に編曲を依頼した。引退を余儀なくされていたグーセンスへの配慮ともいわれている。

## 作曲家グーセンス
作曲家としては、2つの交響曲、2つの弦楽四重奏曲、2つのヴァイオリンソナタ、2つのオペラ、オラトリオ、弟のレオン・グーセンスのために書かれたオーボエ協奏曲、ピアノ組曲「万華鏡」（後に作曲者自身が管弦楽に編曲）などの作品を残している。

## 評価
セントルイス・ポスト=ディスパッチ紙の音楽評論家トーマス・B・シャーマンは、グーセンスがセントルイス交響楽団を指揮した1930年のコンサートについて「グーセンス氏は若さと経験とエネルギーと能力と性格の最良のコンビネーションを見せた」と評した。